# Ciberiada
Ciberiada (títol original en polonès Cyberiada) és una col·lecció de contes satírics de ciència-ficció de l'autor polonès Stanisław Lem, publicada el 1965 per primera vegada, amb dibuixos originals de Daniel Mróz.
Al nostre país es va publicar per primera vegada traduït al castellà en dos volums 
de l'Editorial Bruguera anomenats respectivament "Ciberiada" (1979, ISBN 84-02-06959-2) i "Fábulas de Robots" (1981, ISBN 84-02-08255-6). Actualment no existeix una versió publicada traduïda al català.
Els protagonistes de la majoria dels contes són els constructors Trurl i Clapauci, de natura robòtica. La majoria dels altres personatges també són robots, o màquines intel·ligents, i en alguns casos són "viscosos" o criatures orgàniques que són horribles i verinoses als ulls dels robots.
Els contes tenen un to mig humorístic mig metafòric que els fa formalment similars a les fàbules.
Plantegen diferents temes com la difícil relació entre l'individu i la societat, els problemes que porta la cerca de la felicitat per mitjans tecnològics, què és la consciència, i si és possible el coneixement de la realitat.

## Trurl i Clapauci
Trurl i Clapauci són dos brillants enginyers robòtics, anomenats constructors, amics i rivals, capaços de construir màquines miraculoses o aconseguir fets fabulosos. Per exemple, en un dels contes Trurl crea un ens capaç d'extreure informació acurada a partir del moviment a l'atzar de les partícules d'un gas, que anomena dimoni de segona classe (sent el dimoni de primera classe el ja conegut dimoni de Maxwell de la física). En un altre, els dos constructors canvien de lloc les estrelles vora del seu planeta per a crear rètols publicitaris.